# Kalibrierflüssigkeit
Eine Kalibrierflüssigkeit ist ein Referenzmaterial im flüssigen Aggregatzustand. Die Kalibrierflüssigkeit dient der Kalibrierung analytischer Messinstrumente im physikalisch-chemischen oder ähnlichen Laboratorien.  

## Messgerät und Kalibrierflüssigkeit
Je nach zu kalibrierendem Messgerät wird eine bestimmte Kalibrierflüssigkeit benutzt:
- Dichtemessgeräte werden mit Wasser kalibriert
- Volumenmeßgeräte (z. B. Messkolben) werden mit Wasser kalibriert
- pH-Meter kalibriert man mit Pufferlösungen
- Polarimeter kalibriert man mit Saccharose-Lösung
- Refraktometer kalibriert man ebenfalls mit zertifizierten Referenzmaterialien[2]